# Atletiek op de Olympische Zomerspelen 2008 - Kogelslingeren vrouwen
Het kogelslingeren voor vrouwen op de Olympische Spelen van 2008 in Peking vond plaats op 18 augustus (kwalificatie) en 20 augustus (finale) in het Nationale Stadion van Peking.

## Kwalificatie
Elk Nationaal Olympisch Comité mag drie atleten afvaardigen die in de kwalificatieperiode (1 januari 2007 tot 23 juli 2008) aan de A-limiet voldeden (69,50 m). Een NOC mag één atleet afvaardigen, die in dezelfde kwalificatieperiode aan de B-limiet voldeed (67,00 m).

## Medailles
| Goud   | Yipsi Moreno      | CUB |
| Zilver | Zhang Wenxiu      | CHN |
| Brons  | Manuela Montebrun | FRA |

## Records
Voor dit onderdeel waren het wereldrecord en olympisch record als volgt.
| Wereldrecord     | 77,80 m | Tatjana Lysenko | RUS | Tallinn | 15 augustus 2006 |
| Olympisch record | 75,02 m | Olga Koezenkova | RUS | Athene  | 25 augustus 2004 |

## Uitslagen
De volgende afkortingen worden gebruikt:
- Q Directe kwalificatie voor de finale door een worp van minimaal 71,50 meter
- q Kwalificatie voor de finale door plaatsing bij de beste 12
- x Ongeldige worp
- NM Geen geldig resultaat
- SB Beste seizoensprestatie
- OR Olympisch record

### Kwalificatieronde
Groep A - 18 augustus 2008 09:10
| Rang | Atlete                | Land | Afstand | Opmerkingen |
| ---- | --------------------- | ---- | ------- | ----------- |
| 1    | Yipsi Moreno          | CUB  | 73,92   | Q           |
| 2    | Martina Hrašnová      | SVK  | 72,87   | Q           |
| 3    | Anita Włodarczyk      | POL  | 71,76   | Q           |
| 4    | Betty Heidler         | GER  | 71,51   | Q           |
| 5    | Darya Pchelnik        | BLR  | 71,30   | q           |
| 6    | Stilianí Papadopoúlou | GRE  | 69,36   | q           |
| 7    | Maryia Smaliachkova   | BLR  | 69,22   |             |
| 8    | Stéphanie Falzon      | FRA  | 68,93   |             |
| 9    | Ivana Brkljacic       | CRO  | 68,38   |             |
| 10   | Bianca Perie          | ROU  | 68,21   |             |
| 11   | Iryna Novozhylova     | UKR  | 68,11   |             |
| 12   | Anna Bulgakova        | RUS  | 68,04   |             |
| 13   | Jelena Konevtseva     | RUS  | 67,83   |             |
| 14   | Inna Sayenko          | UKR  | 66,92   |             |
| 15   | Merja Korpela         | FIN  | 66,29   |             |
| 16   | Zheng Wang            | CHN  | 65,64   |             |
| 17   | Sultana Frizell       | CAN  | 65,44   |             |
| 18   | Éva Orbán             | HUN  | 65,41   |             |
| 19   | Zoe Derham            | GBR  | 64,74   |             |
| 20   | Zalina Marghieva      | MDA  | 64,20   |             |
| 21   | Loree Smith           | USA  | 63,60   |             |
| 22   | Silvia Salis          | ITA  | 62,28   |             |
| 23   | Vânia Silva           | POR  | 59,42   |             |
| 24   | Galina Mityaeva       | TJK  | 51,38   |             |
|      | Jessica Cosby         | USA  | NM      |             |

Groep B - 18 augustus 2008 10:50
| Rang | Atlete                 | Land | Afstand | Opmerkingen |
| ---- | ---------------------- | ---- | ------- | ----------- |
| 1    | Zhang Wenxiu           | CHN  | 73,36   | Q           |
| 2    | Manuela Montebrun      | FRA  | 72,81   | Q           |
| 3    | Clarissa Claretti      | ITA  | 71,82   | Q           |
| 4    | Yelena Priyma          | RUS  | 70,69   | q           |
| 5    | Kamila Skolimowska     | POL  | 69,79   | q           |
| 6    | Aksana Miankova        | BLR  | 69,77   | q           |
| 7    | Arasay Thondike        | CUB  | 68,74   |             |
| 8    | Sviatlana Sudak-Torun  | TUR  | 68,22   |             |
| 9    | Amber Campbell         | USA  | 67,86   |             |
| 10   | Eileen O'Keeffe        | IRL  | 67,66   |             |
| 11   | Kathrin Klaas          | GER  | 67,54   |             |
| 12   | Iryna Sekachova        | UKR  | 67,47   |             |
| 13   | Lenka Ledvinová        | CZE  | 67,17   |             |
| 14   | Alexándra Papayeoryíou | GRE  | 66,72   |             |
| 15   | Jennifer Dahlgren      | ARG  | 66,35   |             |
| 16   | Yunaika Crawford       | CUB  | 66,16   |             |
| 17   | Johana Moreno          | COL  | 64,66   |             |
| 18   | Malgorzata Zadura      | POL  | 64,13   |             |
| 19   | Candice Scott          | TRI  | 63,03   |             |
| 20   | Berta Castells         | ESP  | 62,44   |             |
| 21   | Marina Marghiev        | MDA  | 62,12   |             |
| 22   | Paraskevi Theodorou    | CYP  | 61,00   |             |
| 23   | Sanja Gavrilovic       | CRO  | 60,55   |             |
|      | Amélie Perrin          | FRA  | NM      |             |
|      | Georgina Tóth          | CMR  | NM      |             |

### Finale
20 augustus 2008 19:20
| Rang   | Atleet                | Nat. | 1     | 2     | 3     | 4     | 5     | 6     | Resultaat | Extra |
| ------ | --------------------- | ---- | ----- | ----- | ----- | ----- | ----- | ----- | --------- | ----- |
| Goud   | Yipsi Moreno          | CUB  | x     | 73,95 | 72,61 | x     | 74,70 | 75,20 | 75,20     |       |
| Zilver | Zhang Wenxiu          | CHN  | 74,00 | 74,32 | 73,40 | 73,50 | 70,75 | 73,53 | 74,32     | SB    |
| Brons  | Manuela Montebrun     | FRA  | 67,63 | 70,55 | 70,01 | 72,54 | 71,92 | 70,63 | 72,54     |       |
| 4      | Anita Włodarczyk      | POL  | 69,39 | x     | 71,56 | 70,86 | x     | x     | 71,56     |       |
| 5      | Clarissa Claretti     | ITA  | x     | 71,33 | x     | x     | x     | x     | 71,33     |       |
| 6      | Martina Hrašnová      | SVK  | 68,28 | x     | 71,00 | x     | 70,19 | x     | 71,00     |       |
| 7      | Betty Heidler         | GER  | x     | x     | 70,06 |       |       |       | 70,06     |       |
| 8      | Elena Priyma          | RUS  | 68,19 | 69,72 | 67,33 |       |       |       | 69,72     |       |
| 9      | Stiliani Papadopoulou | GRE  | x     | x     | 64,97 |       |       |       | 64,97     |       |
| —      | Kamila Skolimowska    | POL  | x     | x     | x     |       |       |       | NM        |       |
| DQ     | Aksana Miankova       | BLR  | 74,40 | x     | 72,23 | x     | 76,34 | 51,72 | 76,34     | OR    |
| DQ     | Darya Pchelnik        | BLR  | 69,10 | 72,46 | 72,82 | 71,00 | 72,83 | 73,65 | 73,65     |       |